# Tachyphonus
Genre
Tachyphonus est un genre de passereaux.

## Liste d'espèces
Selon la classification de référence du Congrès ornithologique international (version 14.2, 2024) :
- Tachyphonus surinamus - Tangara à crête fauve
- Tachyphonus delatrii - Tangara de Delattre
- Tachyphonus coronatus - Tangara couronné
- Tachyphonus rufus - Tangara à galons blancs
- Tachyphonus phoenicius - Tangara à galons rouges